# Illusion (2013)
Illusion ist ein deutscher Spielfilm von Roland Reber aus dem Jahr 2013. Der Film feierte seine internationale Premiere im Oktober 2013 auf dem 46. Sitges Festival Internacional de Cinema de Catalunya, sowie seine Deutschlandpremiere auf den 47. Internationalen Hofer Filmtagen.

## Handlung
Acht Menschen, die unterschiedlicher nicht sein können, treffen in einer Bar aufeinander. Für eine Nacht entfliehen sie ihrem in Ritualen erstarrten Alltag und begeben sich auf eine Reise in ihre Gedankenwelt, zu ihrer ureigensten Lust. Unterdrückte Wünsche, sexuelle Phantasien und Ängste kommen zum Vorschein und längst vergessene Erfahrungen wieder ans Licht.

## Hintergrund
Der Film entstand wie schon 24/7 The Passion of Life (2006) bei der Filmproduktionsgesellschaft WTP International in einem „unkontrollierten Freiraum, wo keine öffentlichen Fördermittel fließen, aber auch keine Sender-Redakteure normierenden Einfluss ausüben“. Durch die weitgehende künstlerische Freiheit wurde der mit dem „Independent-Geist von Helge Schneider, Christoph Schlingensief, Luis Buñuel und Lars von Trier“ verglichen. Des Weiteren ließen sich Bezüge zu Stanley Kubricks Eyes Wide Shut feststellen.

## Kritik
Die Süddeutsche Zeitung warf Regisseur Reber vor, er verrenne sich in „diesem Versuch eines Erotikfilms […] gnadenlos zwischen Kerzen und Klischees“. Der Filmdienst schreibt, der „provokative, dezidiert anti-bürgerliche Film gefällt sich als reichlich privates Mysterienspiel mit pseudophilosophischem Überbau, kippt aber unter den Deckmantel des Tabulosen Richtung ironiefreier Altherren-Fantasie“. Aber: „Filmsprachlich beeindruckt die Inszenierung durch visuelle wie akustische Raffinesse, was den Film fast als Dokumentation einer multimedialen Performance erscheinen lässt.“
Bianka Piringer von Spielfilm.de sprach von einem „fantasievollen, verträumten“ Spielfilm, der „deutlich aus dem Rahmen gewöhnlicher Kinounterhaltung falle“. Er reihe „kreative Einfälle aneinander, ohne sich immer um deren Zusammenhang zu kümmern.“ Das Fazit lautete: „Indem er den Fantasien seiner Protagonisten im Laufe eines entspannten Barabends freien Lauf lässt, sprengt Roland Rebers philosophisch angehauchter Experimentalfilm die Konventionen der üblichen Kinounterhaltung.“ Harald Mühlbeyer schrieb auf kino-zeit.de:„Filme von Roland Reber vergisst man nicht. Sie sind besonders […] Ein Film, der zeigt, dass es eine Unmenge mehr Dinge zwischen Himmel und Erde gibt, als sich die Filmschulweisheit träumen lässt.“
Hervorgehoben wurde auch die Musik des Films. Ronny Dombrowski schreibt auf cinetastic.de: „Als Mischung zwischen den verschiedensten Stilrichtungen gelingt es Mönning, […] insbesondere den verschiedensten Traumwelten ihre ganz eigene musikalische Untermalung zu verpassen. Roland Rebers Illusion ist das bisher wohl stärkste Projekt des WTP-Teams, das sich in seinen drei Ebenen ganz unterschiedlich dem Leben seiner Figuren annähert.“